# His Marriage Failure
Pour plus de détails, voir Fiche technique et Distribution.
His Marriage Failure est un film américain réalisé par Herman C. Raymaker, sorti en 1917.

## Fiche technique
- Titre original : His Marriage Failure
- Réalisation : Herman C. Raymaker
- Photographie : R. Dale Armstrong
- Production : Mack Sennett
- Société de production : Keystone
- Société de distribution : Keystone
- Pays d'origine :  États-Unis
- Langue originale : anglais
- Format : noir et blanc — 35 mm — 1,37:1 — Film muet
- Genre : Comédie
- Durée : une bobine
- Date de sortie : 
  - États-Unis : 10 juin 1917
- Licence : Domaine public

## Distribution
- George Binns
- Dale Fuller
- Patrick Kelly
- Billie Leslie
- Jack Perrin